# (6793) Palazzolo
(6793) Palazzolo ist ein Asteroid des Hauptgürtels, der am 30. Dezember 1991 von den italienischen Amateurastronomen Ulisse Quadri und Luca Strabla am Observatorium Bassano Bresciano (IAU-Code 565) nahe der Gemeinde Bassano Bresciano in der Provinz Brescia in der Lombardei entdeckt wurde.
Der Asteroid wurde am 4. April 1996 nach der norditalienischen Gemeinde (comune) Palazzolo sull’Oglio benannt, die an die Provinz Bergamo grenzt.
Der Himmelskörper gehört zur Leonidas-Gruppe, einer Asteroidenfamilie, die nach (2782) Leonidas benannt ist.